# Darthus vadorus
Darthus vadorus is een haft uit de familie Heptageniidae. De wetenschappelijke naam van de soort is voor het eerst geldig gepubliceerd in 2007 door Webb & McCafferty.
De soort komt voor in het Oriëntaals gebied.